# Betonprisen
Betonprisen uddeles af Dansk Beton hvert andet år til en eller flere personer, der har ydet et betydningsfuldt bidrag på et eller flere af områderne:
- Forståelse af betons materialetekniske egenskaber
- Udvikling af betons konstruktionstekniske egenskaber
- Udvikling af betons æstetiske muligheder
- Udvidelse af betons anvendelsesområder
- Projektering og opførelse af markante bygninger eller anlæg, hvori beton har en fremtrædende rolle
- Offentlighedens opfattelse af beton som et godt byggemateriale med værdifulde egenskaber
- Markedsføring af den danske betonverdens fremtrædende viden og knowhow

Betonprisen blev første gang uddelt i 1980. Betonprisen er på 50.000 kroner.

## Modtagere af Betonprisen
- 2019: Udviklingsdirektør Jesper Sand Damtoft, Aalborg Portland
- 2017: Civilingeniør, Ph.d, Lars Nyholm Thrane
- 2015: Professor Kristian Dahl Hertz, DTU
- 2013: Lektor Finn Bach
- 2011: Centerchef Mette Glavind, Betoncentret ved Teknologisk Institut
- 2009: Adm. direktør Lars Lunding Andersen fra Zoo København og adm. direktør Søren Langvad fra E. Pihl & Søn A.S.
- 2006: Otto Christensen & Kaj Sørensen A/S
- 2004: Ingeniørdocent Ervin Poulsen
- 2002: Professor Mogens Peter Nielsen og kompetencechef Bent Feddersen
- 2000: Journalist Carsten Fischer
- 1998: Civilingeniør Hans Henrik Bache
- 1996: Civilingeniør Christian Munch-Petersen.
- 1994: Teknisk direktør Hans Henrik Gotfredsen
- 1992: Direktør Jørgen Vorsholt og direktør Stig Møller
- 1990: Civilingeniør Anders Henrichsen og akademiingeniør Bent Jensen
- 1988: Forskningchef Carolyn M. Hansson
- 1986: Direktør, civilingeniør Poul Nerenst
- 1984: Akademiingeniør Per Freiesleben Hansen og lic.techn. Kjeld Roger Henriksen
- 1982: Dr.techn. Bent Højlund Rasmussen
- 1980: Dr.techn. Herbert Krenchel